# Вулиця Генерала Чибісова
Ву́лиця Генера́ла Чи́бісова — зникла вулиця, що існувала в Ленінградському районі (ніні — територія Святошинського району) міста Києва, село Микільська Борщагівка. Пролягала від вулиці Івана Болотникова до вулиці Трублаїні.
Прилучалися вулиці Набережна та Героїв Перекопу.

## Історія
Виникла в 1-й половині XX століття під назвою вулиця Шевченка. Назву вулиця Генерала Чибісова набула 1974 року, на честь радянського військового діяча, Героя Радянського Союзу Никандра Чибісова.
Вулиця ліквідована у 1980-х роках під час знесення старої забудови села Микільська Борщагівка та будівництва житлового масиву Південна Борщагівка.